# Rimula rhips
Rimula rhips is een slakkensoort uit de familie van de Fissurellidae. De wetenschappelijke naam van de soort is voor het eerst geldig gepubliceerd in 1986 door Herbert & Kilburn.